# 松浜の池

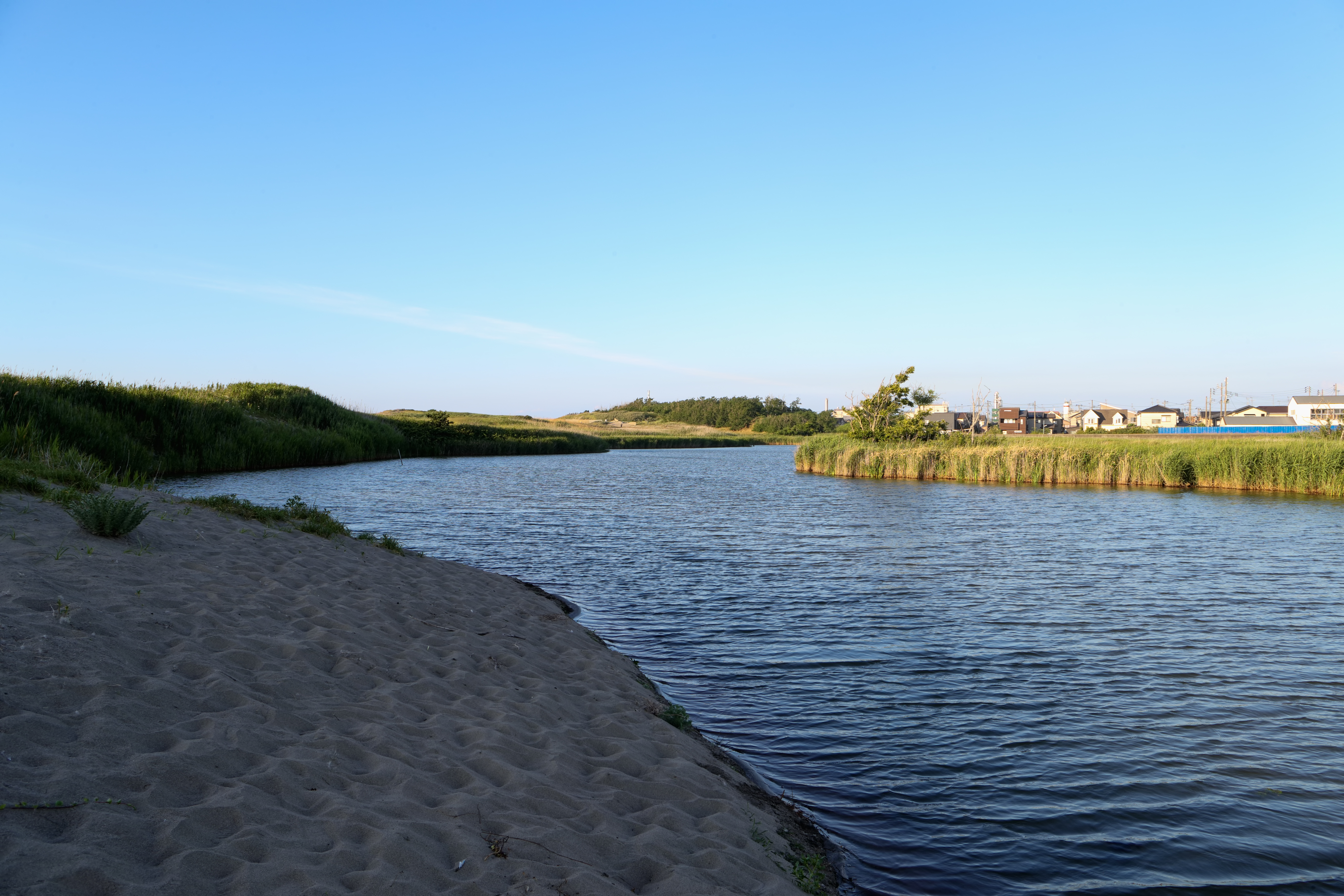
西側から臨む

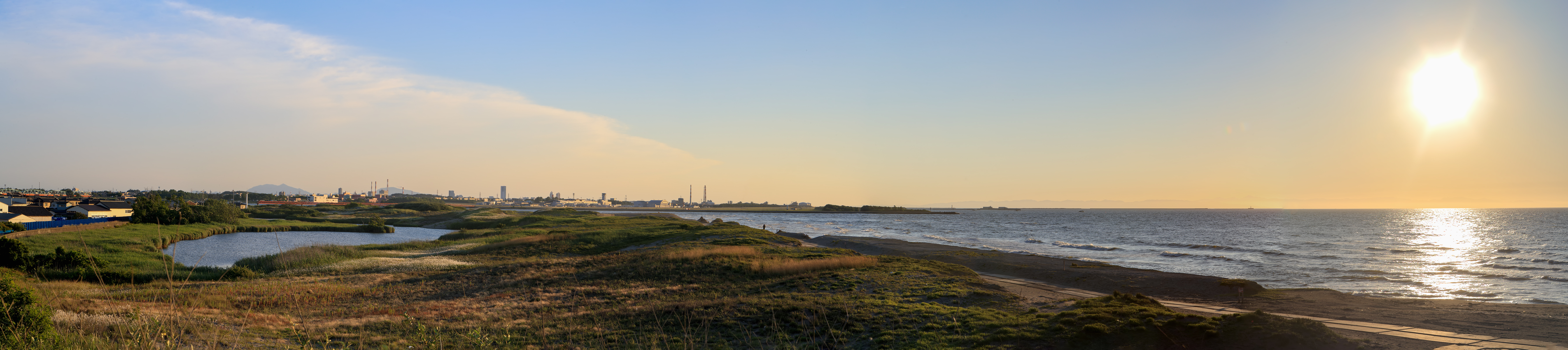
東側から臨む。左側が松浜の池で右側の日本海まで最も近いところでは距離が130メートルほど

松浜の池（まつはまのいけ）は、新潟市北区松浜にある河口閉塞湖。松浜の沼、ひょうたん池、トンボ池と呼称されることもある。以前は池が浅く丸い形をしていたことから輪湖（わご）と呼ばれていた。

## 概要
新潟市の北東部に位置し、阿賀野川と日本海から続く新潟砂丘内にあり、防潮堤を挟んだ池の南側には集落が広がる。長細いひょうたんのような形状をしており、ひょうたん池と呼ばれる要因となっている。
もともとは阿賀野川河口の一部であったが、波や風で吹き寄せられた砂によって閉塞･形成された。流入出する河川は無く湧水で維持されており、日本海から最も近いところでは距離が130メートルほどで水面の標高は+0.5mであるが淡水湖である。
昭和初期に存在していたが、河口･海岸の砂丘地にあるため浸食や堆積によって池の形は頻繁に変化し、いったん消滅していたこともある。1973年頃には現在の形状になったとみられる。

## 生物
池の近辺には海浜植物やニセアカシアが生息し、ヨシやヒメガマが群生している。比較的新しく小さな池であるが生活排水の流入がなく、また防潮堤によって人の生活とは基本的に切りはなされているため、オオモノサシトンボ、オオセスジイトトンボ、メダカ、モノアラガイ、マツモ、ホザキノフサモ、クロモ、トチカガミなど多くの希少種が生息している。またオニバスが自生しており、現在の北限となっている。オオモノサシトンボは当地をのぞき、新潟県内では絶滅している。ブラックバスの移入などにより、生態系が脅かされる事態となっている。